# Kalor Rajčić
Kalor Rajčić (Subotica, oko 1824. – Subotica, 1905.) je bio bački bunjevački Hrvat, zemljoposjednik, jedan od osnivatelja Pučke kasine. 
Zapisnici sa sjednica održanih u Pučkoj kasini potvrđuju da je član ove organizacije postao najkasnije travnja 1899. g. Međutim, ta činjenica ne isključuje njegovo ranije sudjelovanje u vođenju Kasine, jer je prije toga očuvan samo još jedan stariji zapisnik (onaj s konca 1896.). Društveni položaj Kalora Rajčića se zasnivao na stotinjak jutara zemlje i obiteljskog doma na početku Zemunskoga puta (IV, 562).